# Mariusz Gołaj
Mariusz Gołaj (ur. 1953) – polski aktor teatralny, związany zawodowo z Ośrodkiem Praktyk Teatralnych „Gardzienice”.

## Życiorys
Ukończył studia polonistyczne na Uniwersytecie Wrocławskim. W latach 1974–1978 pracował w Teatrze Laboratorium Jerzego Grotowskiego. W 1979 przyłączył się do organizowanego przez Włodzimierza Staniewskiego teatru „Gardzienice”. Brał udział w wyprawach artystyczno-badawczych do miejsc kultur tradycyjnych, zajął się projektami dydaktycznymi ośrodka (m.in. w Royal Shakespere Company w Stradfordzie, na uniwersytetach w Stanach Zjednoczonych i Skandynawii), koordynacją Akademii Praktyk Teatralnych. Objął funkcję zastępcy dyrektora do spraw artystycznych teatru.
Zamieszczał swoje publikacje w „Odrze”, „Kontekstach” i „Didaskaliach”.
Prywatnie Mariusz Gołaj jest mężem Joanny Holcgreber – także aktorki teatru Włodzimierza Staniewskiego.

## Twórczość
Mariusz Gołaj pojawił się w 1972 w obsadzie spektaklu teatru telewizji w reżyserii Bogusława Litwińca W rytmie słońca. Jest aktorem najdłużej pozostającym w zespole Włodzimierza Staniewskiego, odgrywał główne role w zrealizowanych przez teatr spektaklach:
- 1977: Spektakl Wieczorny,
- 1981: Gusła,
- 1983: Żywot Protopopa Awwakuma,
- 1990: Carmina Burana,
- 1997: Metamorfozy,
- 2004: Elektra,
- 2007: Ifigenia w A...,
- 2011: Ifigenia w T...,
- 2013: Oratorium Pytyjskie,
- 2017: Wesele.

Brał udział w filmowych realizacjach spektakli „Gardzienic”: Awwakum (1994), Carmina Burana (1994), Metamorfozy albo złoty osioł (2004), Ifigenia w A (2009). Współpracował z Włodzimierzem Staniewskim przy reżyserowaniu Elektry (2004). W 2003 opracował choreografię dla spektaklu Nondum Magdaleny Łazarkiewicz w Teatrze im. Juliusza Słowackiego w Krakowie.
W swoim dorobku ma Mariusz Gołaj ma także role filmowe:
- 1999 – Wang, pracownik Gabriela w  Na koniec świata Magdaleny Łazarkiewicz,
- 2001 – listonosz Tomasz Wójcik w Requiem Witolda Leszczyńskiego[4].

## Odznaczenia i wyróżnienia
Odznaczony Krzyżem Kawalerskim (2002) i Krzyżem Oficerskim (2013) Orderu Odrodzenia Polski. W 2006 otrzymał nagrodę marszałka województwa lubelskiego z okazji Międzynarodowego Dnia Teatru.